# Залесе (гміна Нурець-Станція)
Залесе (пол. Zalesie) — село в Польщі, у гміні Нурець-Станція Сім'ятицького повіту Підляського воєводства.
Населення — 206 осіб (2011).
У 1975-1998 роках село належало до Білостоцького воєводства.

## Демографія
Демографічна структура станом на 31 березня 2011 року:
|          | Загалом | Допрацездатний вік | Працездатний вік | Постпрацездатний вік |
| -------- | ------- | ------------------ | ---------------- | -------------------- |
| Чоловіки | 107     | 22                 | 59               | 26                   |
| Жінки    | 99      | 15                 | 45               | 39                   |
| Разом    | 206     | 37                 | 104              | 65                   |